# جاكي فرنتش كولر
جاكي فرنتش كولر (بالإنجليزية: Jackie French Koller)‏ (1948)؛ كاتِبة مُتخصِّصة في أدب الأطفال وروائية أمريكية.